# Nava de Arévalo
Nava de Arévalo ist ein zentralspanischer Ort und eine Gemeinde (Municipio) mit 663 Einwohnern (Stand: 2024) in der Provinz Ávila in der Autonomen Region Kastilien-León. Neben dem Hauptort Nava de Arévalo besteht die Gemeinde aus den Ortschaften Magazos, Noharre, Palacios Rubios und Vinaderos.

## Lage und Klima
Nava de Arévalo liegt auf der Südseite der Sierra de Gredos in der Provinz Ávila in einer Höhe von ca. 865 m. 
Die Entfernung nach Ávila beträgt knapp 38 km (Fahrtstrecke) in südsüdöstlicher Richtung. Das Klima ist gemäßigt bis warm; der Regen (ca. 447 mm/Jahr) fällt mit Ausnahme der trockenen Sommermonate übers Jahr verteilt.

## Bevölkerungsentwicklung
| Jahr      | 1970 | 1981 | 1991 | 2001 | 2011 | 2021 |
| Einwohner | 1511 | 1225 | 1144 | 975  | 851  | 713  |

## Sehenswürdigkeiten
- Peterskirche in Nava de Arévalo
- Kirche Mariä Himmelfahrt in Palacios Rubios

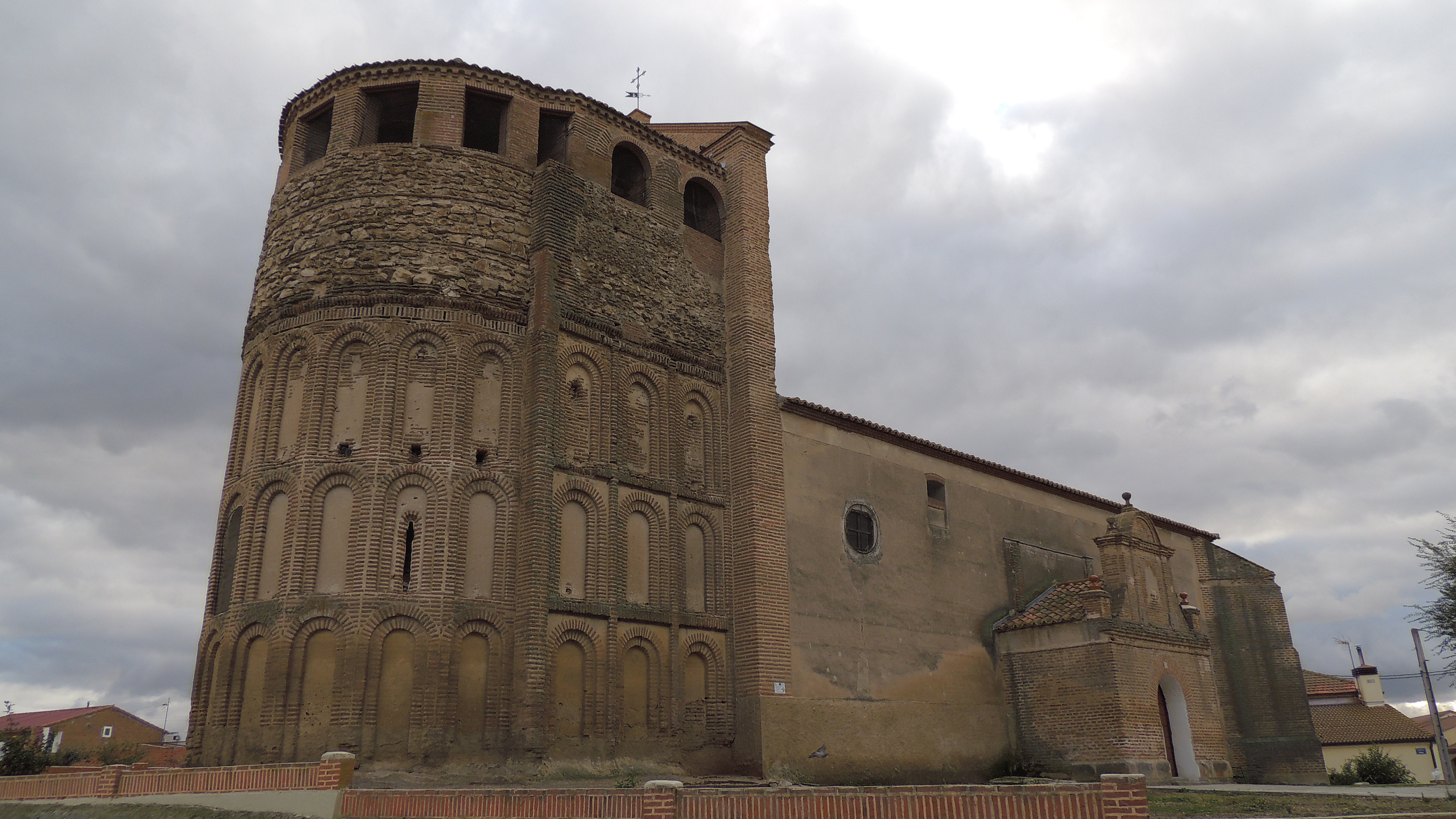
Kirche Mariä Himmelfahrt